# Тимаково (Ивановская область)
Тимаково — упразднённый в 1995 году посёлок в Пестяковском районе Ивановской области. Входил в состав Шалаевского сельсовета. Сейчас — урочище.

## Название
Ранее называлось Курниково.

## География
Урочище находится в юго-восточной части Ивановской области, в зоне хвойно-широколиственных лесов, на расстоянии примерно 5 километров (по прямой) к северо-западу от посёлка городского типа Пестяки, административного центра района и в 114 километрах (по прямой) до города Иваново, областного центра.

Абсолютная высота 121 метров над уровня моря
.

### Климат
Климат характеризуется как умеренно континентальный, с умеренно холодной многоснежной зимой и относительно тёплым влажным летом. Средняя температура воздуха самого холодного месяца (января) — −12 °C (абсолютный минимум — −30 °C); самого тёплого месяца (июля) — 17 °C (абсолютный максимум — 37 °C). Продолжительность безморозного периода составляет около 129 дней. Годовое количество атмосферных осадков составляет 530—570 мм, из которых большая часть выпадает в тёплый период. Устойчивый снежный покров держится в течение 135—150 дней.

## История
Список населённых мест Российской империи по сведениям 1859—1873 годов, «VI. Владимирская губерния. Список населенных мест по сведениям 1859 года»
приводит следующие данные по владельческой деревне Курниково (Тимаково) Гороховецкого (Гороховского) уезда: при колодце, число дворов — 37
Упразднён Решением № 133 от 8.06.1995

## Население
К 1859 году жителей 129, из них мужского пола — 50, женского — 79